# حسن دهگان
حسن دهگان (زادهٔ ۱۳۳۷ در لنگرود) نمایندهٔ حوزهٔ انتخابیهٔ لنگرود در دورهٔ پنجم مجلس شورای اسلامی بوده‌است.